# Curaçau e Dependências
Curaçau e Dependências, oficialmente Colônia de Curaçau e Dependências foi uma colônia neerlandesa (holandesa) nas Pequenas Antilhas. Existiu durante dois períodos: o primeiro de 1815 a 1828 e o segundo de 1845 a 1954.

## História
A Colônia de Curaçau e Dependências foi fundada a partir das ilhas neerlandesas localizadas no Caribe que foram capturadas por Napoleão e que, após sua queda, foram devolvidas ao Reino dos Países Baixos. Fundada pela primeira vez em 1815, a colônia foi rebaixada para administração a partir da Guiana Neerlandesa em 1828 como forma de reduzir custos administrativos.
Porém, em 1845, os Países Baixos voltam atrás e recriam a colônia de Curaçau e Dependências devido à ineficiência do governo de Paramaribo em administrar as ilhas, e nesta situação ficaram desde então. Em 1945, o termo colônia é revisado, e o termo Curaçau e Dependências deixa de ser utilizado, passando a se utilizar o termo Antilhas Neerlandesas. Porém, o estatuto das ilhas só vai mudar em 1954, quando são emancipadas dos Países Baixos e passam a ser um país dentro do Reino dos Países Baixos, estatuto no qual permanecerão até 2010.

## Ilhas
Ilhas ABC, na costa da Venezuela:
- Aruba
- Bonaire
- Curaçau

Ilhas no norte das Pequenas Antilhas:
- Saba
- São Martinho (apenas parte sul da ilha, já que a parte norte pertence a França.
- Santo Eustáquio